# Palazzo Orsini (Sorano)
Palazzo Orsini è uno storico edificio situato nel centro storico di Sorano. La sua ubicazione è in piazza della Chiesa, di fianco alla Collegiata di San Niccolò.

## Storia

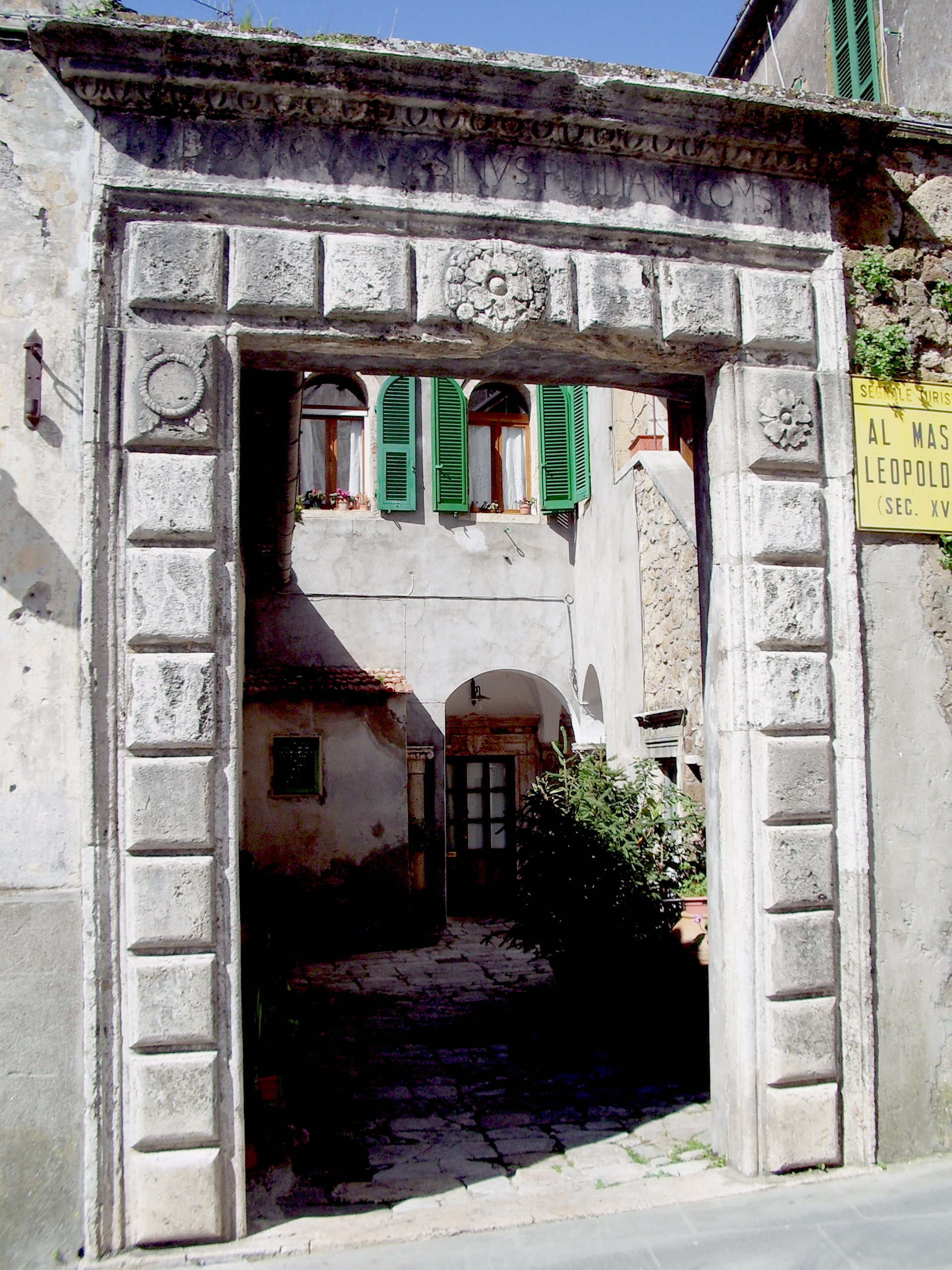
Porta esterna di accesso

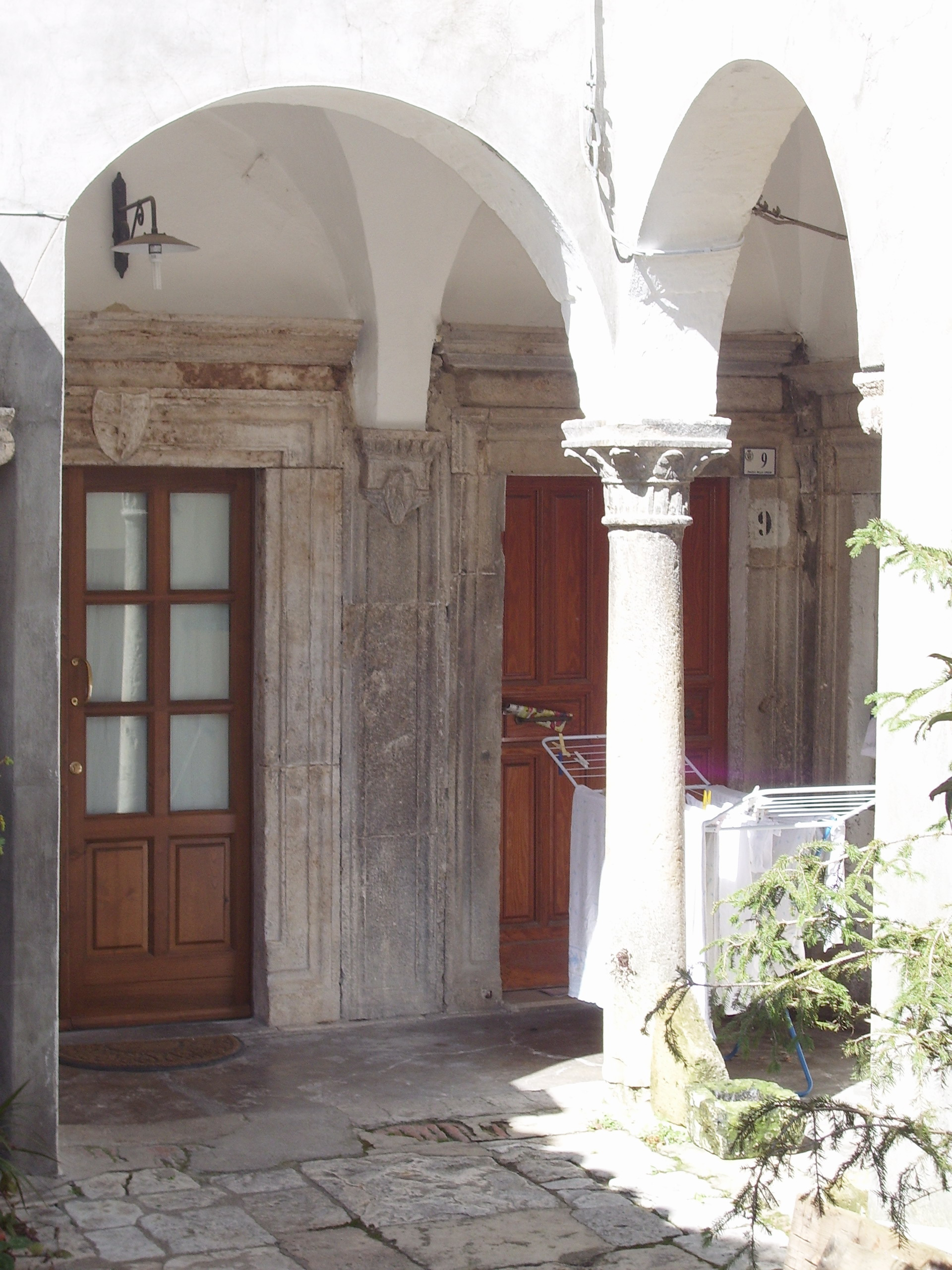
Particolare del loggiato

Il palazzo fu costruito nella seconda metà del Duecento ed era l'originaria residenza della famiglia Orsini a Sorano.
Il complesso ha rivestito un ruolo primario almeno fino a tutto il Quattrocento, per poi cedere il ruolo di residenza principale della famiglia alla Fortezza Orsini, una volta ultimati i lavori di ristrutturazione della preesistente rocca aldobrandesca. Pur divenendo in seguito una residenza secondaria degli Orsini, il complesso venne comunque ristrutturato nel 1551 da Niccolò IV Orsini.
Il complesso rimase di proprietà privata anche dopo la caduta politica della Contea di Pitigliano, avvenuta agli inizi del Seicento, pur mantenendo pressoché intatte le linee architettoniche unitarie; la suddivisione in più unità abitative risale agli inizi del Novecento.

## Descrizione
Palazzo Orsini si presenta come un complesso preceduto da un muro esterno che delimita il cortile interno che conduce all'ingresso propriamente detto.
Lungo il muro perimetrale esterno si apre un grande portale di forma rettangolare con rifiniture bugnate in stile rinascimentale. Superato il cortile, si trova il palazzo che si articola su tre livelli, con un caratteristico loggiato con pregevoli colonnine al piano rialzato, che originariamente trovava collocazione al pian terreno: il suddetto loggiato venne peraltro chiuso durante i lavori di inizio Novecento, durante i quali il complesso fu suddiviso in più unità abitative. Lo stemma degli Orsini testimonia la proprietà storica dell'immobile, mentre l'iscrizione sulla porta d'ingresso ricorda il restauro avvenuto a metà Cinquecento. All'interno si sono conservate soltanto alcune delle originarie decorazioni.
L'edificio situato sul lato sinistro del cortile, che si addossa sull'angolo destro della facciata al muro esterno che precede il cortile, fu costruito in epoca posticcia per essere adibito a deposito, comportando la conseguente diminuzione dell'originaria estensione della corte interna.